# USS Defiant
A USS Defiant (NX-74205) a Star Trek: Deep Space Nine tévésorozatban, valamint a kapcsolódó Star Trek: Kapcsolatfelvétel című filmben szereplő képzeletbeli űrhajó, egyben a hajóosztály névadója is. Kereskedelmi forgalomban modellezők számára kapható a valóságban megépíthető modell formájában is.

A USS Defiant harc közben

## A USS Defiant történetbeli tulajdonságai és szerepe

### Tulajdonságai
- Típus: kísérőhajó/csatahajó
- Használatban: 2370-től
- Hossz: 170 m
- Magasság: 30 m
- Fedélzetek: 4
- Legénység: 50 fő
- Fegyverzet: négy pulzáló fézerágyú, három fézerágyú, hat torpedóvető (foton- és kvantumtorpedók)
- Védelem: kétrétegű duránium/titánium burkolat, ablatív páncélzat, szerkezeti integritás mező, deflektor pajzs, álcázó berendezés (csak a USS Defianton)
- Sebesség: 9,5-ös fokozat

### Tervezése és hadrendbe állítása
A Defiantek fejlesztése 2366-ban kezdődött, a Csillagflotta mérnökei – a Wolf 359 után – egy olyan hajót akartak tervezni, kifejezetten a borg ellen, ami erős, kitartó és alacsony számú a legénysége, hogy a megsemmisülése esetén kisebbek legyenek a veszteségek. A tervezésnél fő szempont volt, hogy a Defiantek könnyen és gyorsan megépíthetők legyenek. A prototípus, a USS Defiant (NX-74205) 2371-ben készült el, a fejlesztés és a gyártás ütemét nagyban befolyásolta a Domínium fenyegetése. A Defiantet a Deep Space 9-ra rendelték, hogy segítsen az állomás és a féregjárat védelmében. Később ezek a USS Defianthajók számos fontos ütközetben vettek részt és a Sovereign osztály mellett a flotta élvonalbeli hajóivá váltak.
A Defiantet szándékosan kisméretűre tervezték, ezért nélkülözniük kellett a kutatólaborokat, a holofedélzetet és a szállások méretét is jelentősen le kellett csökkenteni, így több hely jutott a fegyverrendszereknek. A hajók tervezésénél nem a kényelem, hanem az egyszerűség és a praktikusság játszott szerepet, ezért mindenfajta egyéb szempont másodlagos jellegű volt.

### Felépítése
Fedélzetek: 
- 1-es fedélzet: híd; a kapitány irodája; 1-es transzporter állomás; gépház felső szint; szállások
- 2-es fedélzet: gépház alsó szint; komputer mag; étkező; gyengélkedő; orvosi- és tudományos labor; 2-es transzporter állomás; szállások; gondolák
- 3-as fedélzet: komphangár; rakterek; légzsilipek
- 4-es szint: leszállótalpak; deflektorvezérlő; vonósugár

### Meghajtás
A Defianteket 7-es osztályú térhajtóművel szerelték fel, ami a hajó méreteihez képest rendkívül erőteljesnek számít, így a Defiant képes volt elérni a nagyobb hajók sebességét is. A reaktor a hajó négy fedélzetéből hármon helyezkedik el.
Fegyverzet: A Defianteket felszerelték pulzáló- és hagyományos fézerágyúkkal, illetve foton- és kvantumtorpedókkal is. A 4 pulzáló fézer a hajó elején, a gondolák felett és alatt helyezkedik el, a 3 normál fézerből pedig egy elöl és hátul, egy pedig a híd mögött. A hajó hat torpedóvetővel rendelkezik, ebből négy elöl, kettő pedig hátul található. A vetőcsövek alkalmasak mind foton-, mind kvantumtorpedók indítására.

### Védelem
A Defiant hagyományos deflektor pajzsokkal van felszerelve. Különlegessége a 20 cm vastag ablatív páncélzat, ami a normál burkolatnál tovább képes ellenállni a fézereknek és diszruptoroknak, ha a hajó pajzsai lent vannak. Ezen felül a USS Defiant rendkelkezik egy, az algeroni szerződés következtében a Föderációnak átadott romulán álcázó berendezéssel is.

## Hajók az osztályban[1]
| - USS Ajax - USS Alaska - USS Albatross - USS Aldebaran - USS Armstead - USS Baracus - USS Barracuda - USS Baton Rouge - USS Champion - USS Cheyenne - USS Cobra - USS Concord - USS Condor - USS Coral Sea - USS Cormir - USS Corvus - USS Crockett - USS Defiant - USS Eagle - USS Eclipse - USS Falkirk - USS Fargo | - USS Galahad - USS Gauntlet - USS Gawain - USS Grant - USS Halberd - USS Havoc - USS Helena - USS Hornet - USS Hurricane - USS Javelin - USS Kant - USS Kingfisher - USS Law - USS Lee - USS Leyte - USS Logan - USS Loki - USS Man-o-War - USS Matador - USS Maya - USS Medvedev - USS Merrimac | - USS Michigan - USS Mongoose - USS Monitor - USS Monsoon - USS Morgana - USS Myrmidon - USS Nomad - USS Pendragon - USS Pleiades - USS Potemkin - USS Python - USS Quillon - USS Ramses - USS Relentless - USS Renegade - USS Revere - USS Rockford - USS Rome - USS Sao Paulo - USS Savannah - USS Scorpion - USS Sioux | - USS Sirocco - USS Spitfire - USS Stromming - USS Tenacious - USS Thor - USS Titan - USS Treplev - USS Triumph - USS Triton - USS Tsunami - USS Turin - USS Valiant - USS Vigilant - USS Vanya - USS Vasily - USS Victoria - USS Vigilant - USS Voltaire - USS Warspite - USS Wasp - USS Wolverine - USS Zeppelin |
| --- | --- | --- | --- |